# Vladimír Stano
Vladimír Stano (28. června 1924 Nové Mesto nad Váhom – 29. června 1944 Roskilly) byl slovenský palubní radiotelegrafista a střelec 311. československé bombardovací perutě.

## Život

### Před druhou světovou válkou
Vladimír Stano se narodil 28. června 1924 v Novém Mestě nad Váhom v rodině Adama Stana. Vychodil měšťanskou školu. Jeho otec odešel ve dvacátých a znovu ve třicátých letech za prací do Spojených států amerických. V roce 1936 za ním odešla žena a v roce 1938 i Vladimír Stano se sestrou. Žil v New Yorku.

### Druhá světová válka
Dne 26. března 1942 se Vladimír Stano v Montréalu přihlásil do československého armádního letectva. Následně byl přesunut do Spojeného království, přijat do Royal Air Force a přidělen k 311. československé bombardovací peruti. Výcvik na palubního radiotelegrafistu a střelce absolvoval ve Spojeném království a na Bahamách. Účastnil se protiponorkových hlídkových letů na oceánem. Dne 29. června 1944 startoval k dalšímu operačnímu letu ve stroji Consolidated B-24 Liberator GR Mk.V BZ754 J pod velením Františka Naxery z letiště Predannack v Cornwallu. Letoun během vzletu havaroval a zřítil se u osady Roskilly. Kromě radiotelegrafisty Františka Bebeňka celá posádka zahynula. Pohřben byl na hřbitově v Helstonu.

## Posmrtná ocenění
- Vladimír Staňo byl dne 29. května 1991 in memoriam povýšen do hodnosti majora